# Быгель
Бы́гель (в верховье — Восточный Быгель) — река в России, протекает в Пермском крае.

## География и гидрология
Устье реки находится в 6,6 км по правому берегу реки Зырянка в черте города Березники, на северном берегу Сёминского, или Первого, пруда. Длина реки составляет 15 км.

## Данные водного реестра
По данным государственного водного реестра России относится к Камскому бассейновому округу, водохозяйственный участок реки — Кама от водомерного поста у села Бондюг до города Березники, речной подбассейн реки — бассейны притоков Камы до впадения Белой. Речной бассейн реки — Кама.
Код объекта в государственном водном реестре — 10010100212111100006970.

## Этимология
По распространённой версии, река получила название от коми-пермяцкого изобразительного сочетания быгылъ-быгыль — подражательного обозначения ходьбы мелкими шагами.